# 메러디스 그레이
메러디스 그레이(영어: Meredith Grey)는 숀다 라임스가 제작한 TV 드라마 《그레이 아나토미》의 주인공이다. 유명 외과의사 엘리스 그레이의 딸로서 시애틀 그레이스 외과병원에 입사하였다. 엘런 폼페오가 연기했고, KBS 한국어 더빙판에서는 배정미가 배역을 맡았다.